# Уиличес (департамент)
Департамент Уиличес  (исп. Departamento de Huiliches) — департамент в Аргентине в составе провинции Неукен.
Территория — 4012 км². Население — 14725 человек. Плотность населения — 3,70 чел./км².
Административный центр — Хунин-де-лос-Андес.

## География
Департамент расположен на западе провинции Неукен.
Департамент граничит:
- на севере — с департаментом Алумине
- на востоке — с департаментами Катан-Лиль, Кольон-Кура
- на юге — с департаментом Лакар
- на западе — с Чили

## Административное деление
Департамент включает 1 муниципалитет:
- Хунин-де-лос-Андес

## Важнейшие населенные пункты[3]
| № | Населённый пункт   | Населённый пункт (исп.) | Категория | Население чел. (2010) | На карте                        |
| - | ------------------ | ----------------------- | --------- | --------------------- | ------------------------------- |
| 1 | Хунин-де-лос-Андес | Junín de los Andes      | город     | 12621                 | 39°56′46″ ю. ш. 71°04′21″ з. д. |